# 聖猶達小學
聖猶達學校，是位於香港東區一所已停辦的男女子私立小學，舊址為北角清華街19號。學校校舍於1955年9月落成，自1957年開辦，至1980年結束。其校舍當時與北角聖猶達堂相鄰。天主教香港教區在聖猶達小學停辦後將校舍改辦天主教聖猶達幼稚園。然而天主教聖猶達幼稚園已在2012年易名為「高主教書院幼稚園部」。

## 學校行政

### 歷任校監
- 1957年至1966年：何達華 神父[6][7]

### 歷任校長
- 1957年至1966年：何達華 神父[8][1]
- 1966年至1973年：科明智 神父[9]
- 1973年至1977年：江潤坤 神父[10]

## 歷史
天主教香港教區於1950年代向港英政府申請在北角興建新教堂。時任主任司鐸文明德神父在政府宣布批出在清華街和建華街中間的土地後著手處理興建新教堂的事宜。其後，北角聖猶達堂於1957年12月15日落成。因應北角社區逐漸發展蓬勃，加上人口增加，何達華神父成立一個社會福利會「愛德社」資助堂區內有需要的家庭各方面的生活開支，包括代交學費、支付租金、診金或醫藥費。另外，又會直接贈送糧油食物或送出購物券等。
而天主教香港教區解決了該區區民的生活需要後，為了配合政府批地的附帶條件 - 辦教育，所以便花費三十六萬元開辦一所小學。該小學堂在1955年9月於清華街落成，並命名為「聖猶達小學」。聖猶達小學自1957年開辦以來都是私立學校，錄取的學生多來自一些背景不錯的家庭。學校每月收取學費20元。後來不少街坊認為天主教香港教區的辦學態度認真，於是不理會學費是否昂貴也爭相為子女報名入學。在學校結構方面，聖猶達小學位處聖猶達堂之內。由於課室數目只有十四間，每級只能開辦兩班。全校合共12班，屬小規模教學。校方於1960年擴建一層校舍。另設各一間音樂室、手工室及教職員室以及兩處運動場。
除了聘請校外教師，個別教員與一般有宗教背景的學校一樣，來自教區的神職人員架構。當中在1958至1968年期間擔任聖猶達堂助理司鐸的楊慶松神父正是其中一員。他在牧職之餘也在聖猶達小學任教聖經科。聖猶達小學在1960年代進入全盛時期，曾活躍於校際朗誦節，但在1970年後逐漸走下坡。教區最後決定在1980年結束營辦小學，改辦幼稚園。停辦原因亦與免費教育普及有關。隨著政府津貼學校的數目愈來愈多，而且質素提高。在免費教育取替私立小學的情況下，聖猶達學校被迫停辦。此外，校舍於1984年留給聖貞德小學和聖貞德幼稚園作遷校重建時短暫之用。及後聖貞德幼稚園易名為天主教聖猶達幼稚園，2012年再易名為高主教書院幼稚園部。
聖猶達小學尚在運作期間曾經歷一次土製炸彈爆炸事件。六七暴動期間的1967年8月20日下午發生清華街爆炸案，該校後門靠近蘇浙小學的位置，即聖猶達堂門前發生炸彈爆炸。一名7歲女童及其兩2歲胞弟在清華街玩耍時被放在私家車上的一包裝成禮物的土製炸彈炸死。炸彈爆炸一刻的衝力震碎了二年級班房窗口的玻璃。結果校方特別休假一周。該校的科明智神父在慘案發生後協助兩名遇害兒童的家屬辦理殮葬事宜及主持喪禮。

## 著名/傑出校友
- 何俊仁（1963年小六）：香港著名政治人物、前香港立法會議員[17]
- 馮檢基，SBS，JP（1966年小六）：香港著名政治人物、前香港立法會議員[18]
- 高永文，GBS，JP（1969年小六）：香港骨科專科醫生、前香港食物及衛生局局長[註 4]
- 汪明荃，GBS（1955年小一至1960年小五）：香港著名女藝人[19][註 5]
- 李司棋（1962年小六）：香港著名女演員[註 6]
- 虞天偉（虞堂容）：前香港男演員[註 7]
- 呂大樂：香港教育大學副校長（研究與發展）[20]
- 冼林沃（小五）：前香港著名職業賽拳手、香港泰拳理事會主席

## 外部連結
- 聖猶達小學舊照，1957年